# 軟胞子虫
軟胞子虫（なんほうしちゅう、学名：Malacosporea）は、コケムシ類の寄生虫からなるミクソゾア門の綱の1つである。胞子に極嚢があるが硬い殻が形成されない点で粘液胞子虫類と区別される。複雑な体制の祖先動物と単純化した粘液胞子虫類との間のミッシングリンクにあたる生物群と考えられている。2種のみが知られており、ともに軟殻目 Saccosporidae 科に所属させる。学名は、ギリシャ語 malako '軟らかい' + spora '胞子'から。
Buddenbrockia plumatellae イトクダムシ
長さ2 mmほどの蠕虫のような形態をとったり、扁平な1層の細胞からなる袋状の形態をとったりする生物で、どちらの形態からも極嚢を持った胞子が生じる。蠕虫形は世界中の淡水産コケムシから発見されていたものの、1910年の記載以来長らく所属不明とされてきた。繊毛等はなく、体表は1層の上皮に覆われ、内部には未分化な細胞が詰まった状態から、成長すると内部に体腔を生じる。内部は4つに区画され、それぞれの区画の中心には筋細胞があるので、全体としては体の前後方向に4本の筋肉が配置する。これはややらせん状になっており、虫体は曲がりくねるように移動する。この様な体制はやや線虫類に似ており、この事から、寄生性によって体制が退化的になった線虫類ではないかとの説もあった。しかし20世紀末から21世紀初頭にかけて行われた分子系統解析を含む一連の詳細な研究により、1996年にコケムシから見付かっていた軟胞子虫 Tetracapsula bryozoides と同一種であることが明らかになった。蠕虫形の時には縦走筋を持っていることから、ミクソゾア門が左右相称動物起源である証拠だと考えられた。本種は、世界でトルコ、ベルギー、イギリスで発見され、日本でも記録がある。日本で調べられた範囲では、ヒメテンコケムシではかなりの高率でこの虫の寄生が認められ、ハネコケムシでも見つかった例がある。イトクダムシという和名が提唱されている。ただし、日本で知られた産地（利根川水系）では、現在は見られず、おそらく開発の影響による環境の変化によるらしい。
Tetracapsuloides bryosalmonae
淡水産コケムシ類の体腔中を浮遊し内部に胞子を蓄える袋状の生物であり、ヨーロッパおよび北アメリカに分布している。蠕虫形の形態を取る時期もあると想像されているが、これまでのところ発見されていない。元々はサケ科魚類に感染して増殖性腎臓病 (PKD) を引き起こす病原体PKXとして知られており、粘液胞子虫との類縁性が言われてはいたものの、成熟した胞子を作らないことから保留されていた。さらに魚類から魚類への直接伝播が起こらないことを考え併せ、魚類は固有宿主ではなく偶然宿主なのだろうとも考えられていた。1999年になって、コケムシ類から見付かる胞子がサケ科魚類に感染することが感染実験と遺伝子配列比較によって証明され、Tetracapsula bryosalmonae と命名された。その後 Tetracapsula 属は Buddenbrockia 属のシノニムとして無効になったため、改めて設立された Tetracapsuloides 属に移されて現在の学名に至る。なお固有宿主は明らかになったものの、この生物にとって魚類への感染がどういう意味を持つのかは未解明のままである。生物地理学的な研究からは、この生物の分布拡大は人間の活動（ニジマスの養殖やサケの放流）とは関係ないことが示唆されており、したがって魚類への感染は意味を持っていないはずだと考えられる。